# 오수알데
오수알데(고대 영어: Osuualde: 604년경-642년 8월 5일)는 노섬브리아 국왕으로, 634년부터 죽을 때까지 재위했다. 죽은 뒤 성인으로 시성되었으며, 중세에 특유의 개인숭배의 대상이 되었다.
오수알데는 베오르니체 국왕 애설프리스의 아들이며, 부왕이 죽은 뒤 바로 즉위하지 못하고 일정 기간 망명신세를 거친 뒤 즉위했다. 헤븐필드 전투에서 브리튼인의 왕 카드왈론 압 카드반을 무찌른 뒤 오수알데는 베오르니체와 데렌리체 두 왕국을 하나의 노섬브리아로 합쳤고, 기독교가 노섬브리아에 선교되는 것을 후원했다. 오수알데의 치세로부터 약간 뒤 시기의 사람인 역사가 베다 베네라빌리스는 그를 성인의 반열에 드는 왕이라고 지극히 긍정적으로 평가했다. 베다의 기록은 오늘날 오수알데의 행적을 알기 위한 주요 사료로 사용된다. 그 치세는 불과 8년에 불과했지만 재위 중 오수알데는 브리튼섬에서 가장 강력한 군주였다. 641년 또는 642년의 메이서필드 전투에서 전사했다.

## 초기생과 망명신세
오수알데의 부왕 애설프리스는 상당히 성공적인 군주였는데, 그는 베오르니체의 국왕이며 이후 데렌리체의 국왕위까지 손에 넣었기에, 두 왕국을 노섬브리아로 합친 노섬브리아의 초대 국왕으로 여겨진다. 그러나 이 동군연합의 초기에 "노섬브리아인"이라는 민족이나 정체성이 존재했다고 말하는 것은 시대착오적인 것이며, 이 때는 아직 베오르니체인과 데렌리체인이 분명히 구분된 집단으로서 존재했다. 오수알데의 모후 아차는 데렌리체의 왕녀로, 애설프리스는 아차와 결혼하면서 데렌리체의 왕위를 얻었거나, 또는 데렌리체의 왕위를 얻은 뒤 데렌리체에서의 지배권을 공고히 하기 위해 그녀와 결혼했을 것이다. 베다 베네라빌리스가 『앵글인의 교회사』에 기록한 바에 따르면 오수알데가 642년 향년 38세로 죽었다고 하므로, 오수알데는 604년경 태어났을 것이다. 애설프리스가 데렌리체 국왕을 겸하게 된 것도 604년경으로 여겨진다.

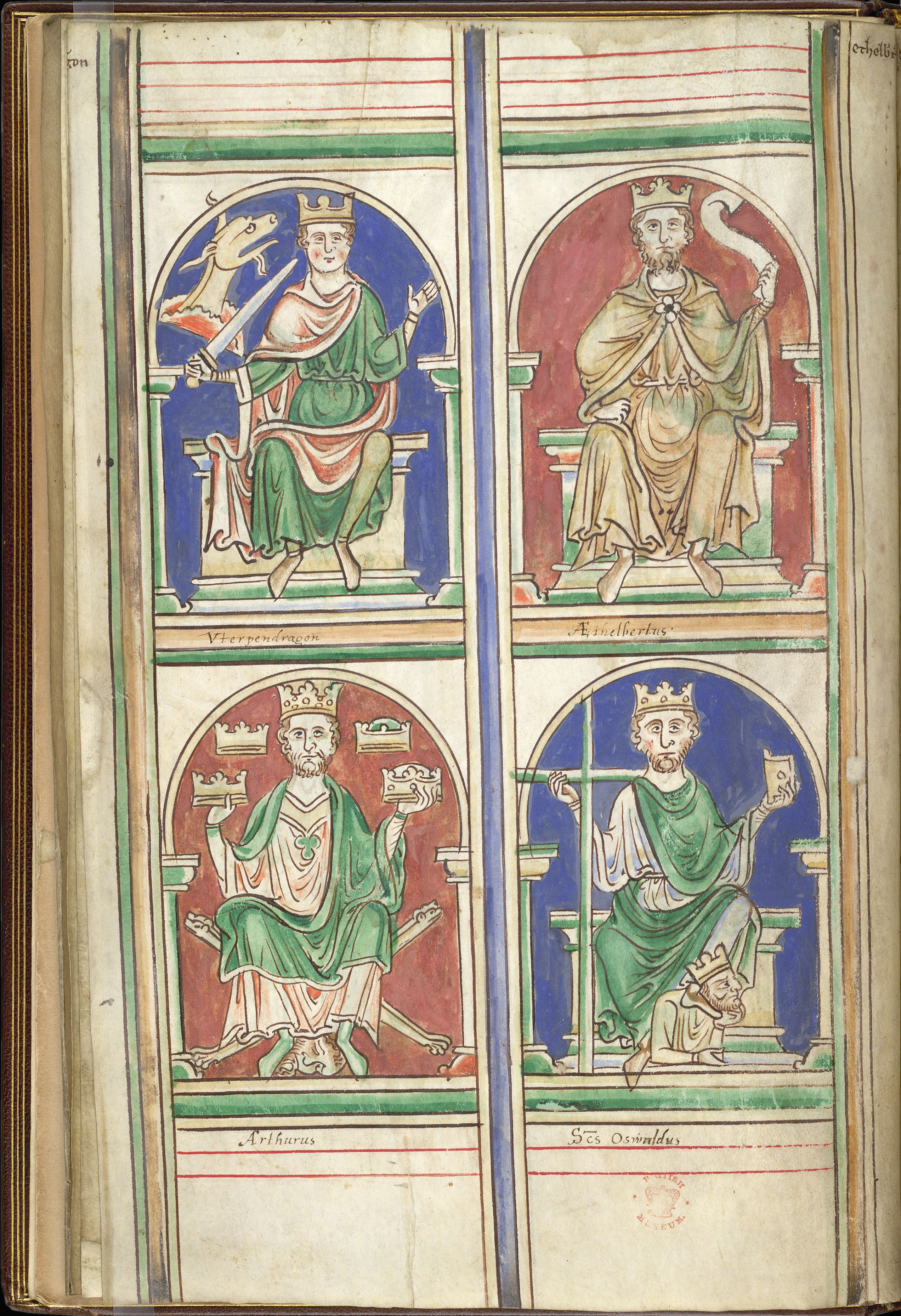
마트하이우스 파리시엔시스의 연대기 삽화(13세기 초)의 우서 펜드래건(좌상), 애설버트(우상), 아서왕(좌하), 오수알데(우하).

애설프리스는 유능한 전사였으며, 특히 브리타니아 원주민인 브리튼인들에게 강했다. 그러나 그는 616년 아이들강에서 동앵글인의 왕 래드왈드에게 전사한다. 애설프리스가 죽으면서 데렌리체에서 쫓겨났던 왕족 에아드위네(아차의 형제이며 오수알데의 외삼촌)가 돌아와 노섬브리아 국왕이 되었고, 오수알데와 그 형제들은 북쪽으로 도망갔다. 오수알데는 유년기를 게일계 연맹왕국인 달 리어타에서 망명자로 보냈으며, 기독교로 이미 개종해 있던 달 리어타에서 지내며 자신도 게르만교에서 기독교로 개종했다. 그가 망명 기간에 아일랜드섬에서 싸웠을 가능성도 있다. 이 설에 따르면 얼스터 대계의 「다 데르가 여관의 파괴」에 언급되는 세 명의 색슨인 왕자들 중 "오살트(Osalt)"가 오수알데라는 것이다.

## 웨일스의 카드왈론에게 승리하다
633년(또는 632년. 베다가 사용한 기년이 언제인지에 따라 1년 차이가 발생한다), 귀네드 국왕 카드왈론 압 카드반과 머시아 국왕 펜다(이교도)가 동맹하여 햇필드 추격전에서 오수알데의 외삼촌 에아드위네를 죽였다. 이로써 노섬브리아는 다시 베오르니체와 데렌리체로 분할되었다. 오수알데의 형 앤프리스가 베오르니체 국왕이 되었으나 634년(또는 633년) 카드왈론에게 죽었다. 그 뒤 오수알데가 소규모 군대를 이끌고(아마 스코트인이나 픽트인 등 북방인들의 도움을 받았을 가능성이 있다), 헥삼 근교 헤븐필드에서 카드왈론과 대치했다. 전투가 벌어지기 전, 오수알데는 나무 십자가를 쳐들고 무릎을 꿇은 뒤 십자가를 땅 속 충분히 깊숙히 박아 세웠다. 그는 기도를 올리고 군대에 자신을 따를 것을 명했다.
아돔나누스 히엔시스가 쓴 콜룸바 성인전에는 좀더 긴 이야기가 있다. 이 이야기는 이오나 수도원장 세게너 막 피어크니가 오수알데 본인에게 직접 들은 이야기라고 한다. 오수알데는 전투 전날 밤 성자 콜룸바의 환영을 보았으며, 콜룸바가 자신에게 이렇게 말했다고 했다.
강인할 것이며 남자답게 행동하라. 보아라, 내가 그대와 함께할 것이다. 이 밤이 지나면 막사에서 나가 전장으로 향하라. 주님께서 나에게 허하신 바 이번에 그대의 적들은 달아날 것이요 그대의 적수 카드왈론은 그대의 손아귀에 떨어질 것임이요 이로써 전투에 승리한 그대는 행복하게 다스리리라.
오수알데는 자신의 환영을 신하들에게 이야기했고, 신하들은 전투가 끝난 뒤 자신들도 모두 세례를 받고 기독교인이 되기로 했다. 이후 벌어진 헤븐필드 전투에서 브리튼인들은 수적 우세에도 불구하고 패주했으며, 카드왈론 본인도 전사했다.

## 앵글인의 패권을 잡다

600년경 브리타니아의 앵글로색슨인 정착지들.

헤븐필드의 승리 이후 오수알데는 노섬브리아를 다시 하나로 합치고, 에아드위네로 인해 중간에 끊겼던 노섬브리아 내부에서의 베오르니체의 우위를 회복했다. 베다는 오수알데가 8년 치세 동안 "패권(임페리움)"을 행사했으며(베다와 『앵글로색슨 연대기』는 모두 오수알데의 치세가 9년으로도 셀 수 있다고 하고 있는데, 이 9번째 해는 사실 에아드위네와 오수알데 사이에 이교도가 지배한 1년까지 오수알데의 치세로 헤아린 것이다), 당대 브리타니아에서 가장 강력한 왕이었다고 기록했다. 9세기의 『앵글로색슨 연대기』에서는 브레트왈다 중 한 명로 거론되기도 했다. 아돔나누스는 오수알데를 “하나님께서 전브리튼의 황제 되도록 점지하신” 존재라고 기록했다.
오수알데는 다른 왕들보다 우월한 권세를 가진 대군주(overlord)로 널리 인정받은 것 같으나, 그 권위가 통한 영역이 어디까지인지는 불확실하다. 베다는 오수알데의 강역이 브리타니아의 모든 민족과 지역을 모두 아울러 앵글인, 브리튼인, 스코트인, 픽트인이 모두 있었다고 주장한다. 하지만 그는 자기 역사서의 다른 부분에서는 오수알데의 동생 오스위그가 픽트인과 스코트인에게 공물을 받았다는, 오수알데의 강역에 관한 자기 주장에 모순되는 기록을 남겼다. 아일랜드 쪽 문헌인 『티게르나크의 편년사』에는 오수알데 치세 초기인 637년에 다른 앵글로색슨인 군주들이 동맹하여 오수알데에게 맞섰다고 기록하고 있다. 이는 험버강 이남에서 오수알데의 패권을 끝내려는 시도가 있었으나 아마 실패로 돌아갔을 것임을 시사한다.
비록 헤븐필드 이후 오수알데가 머시아에 대해서도 어느 정도의 종주권을 가졌으리라 일반적으로 생각되지만, 633년 에아드위네를 패사시키는 데도 참여했던 강국 머시아는 오수알데의 권세가 험버강 이남에까지 미치도록 하는 데 가장 큰 장애물이었을 것이다. 머시아 국왕 펜다는 포로로 잡힌 에아드위네의 아들 애드프리스(즉 오수알데에게는 외사촌이며 왕위의 경쟁자)를 죽였는데, 이것이 오수알데에 대한 유화책일 수도 있고, 펜다 나름 애드프리스를 죽일 만한 이유가 있었을 수도 있다.
일단 험버강 바로 남쪽의 소왕국 린데세게는 확실히 오수알데의 통제하에 있었을 것으로 보인다. 베다의 기록에서 오수알데의 유골이 린데세게의 수도원으로 이장되었다고 기록하고 있기 때문이다. 베다에 따르면 수도사들은 오수알데를 자신들을 지배한 외세의 왕으로 여겨 그 유골을 안치하기를 처음에는 거부했다. 한편 북쪽으로 보면 고도딘을 정복했을 가능성이 있다. 아일랜드 쪽 편년사서들에 보면 638년에 고도딘의 왕도인 에든버러에 대한 공성전이 있었으며, 이 공성전의 결과 고도딘 왕국이 망한 것으로 보이는 기록들이 있기 때문이다. 650년대에 오수알데의 동생 오스위그가 이 일대의 통제권을 가지고 있었음으로 미루어, 이 에든버러 공성선을 오수알데가 주도했을 가능성이 있다.
오수알데는 서색슨인들과는 우호적 관계를 가졌던 것으로 보인다. 그는 서색슨인의 왕 퀴네길스가 세례를 받는 것을 후원했고, 퀴네길스의 딸과 결혼했다. 그 딸의 이름은 12세기의 베네딕토회 수도사 레지널드 더럼이 쓴 오수알데 성인전에만 등장하는데, 퀴네부르가(Kyneburga)라고 기록되어 있다. 오수알데는 아들 한 명 외셀왈드를 두었는데, 이 아들이 퀴네길스의 딸의 소생인지 아니면 그 전에 있었을 아내 소생인지는 불확실하다. 외셀왈드는 651년부터 데렌리체를 다스렸는데, 퀴네부르가의 아들이라면 이 때 너무 젊어서 그런 중책을 맡기기는 힘들다. 그렇다면 외셀왈드는 망명시기에 낳은 아들일 것이다.

## 살아서 성스러운 왕

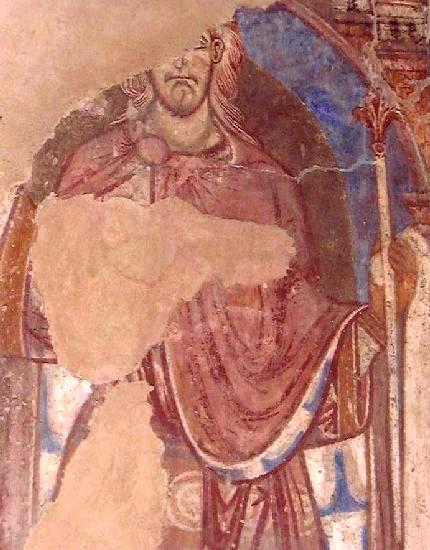
더럼 대성당의 오수알데 성왕 벽화(12세기 그림).

627년 에아드위네가 천주교로 개종하고 천주교를 국교로 삼았지만, 노섬브리아 전역에 천주교를 퍼뜨린 것은 오수알데의 업적이다. 왕이 된 직후 그는 게일계 국가 달 리어타에 자기 백성들을 개종시킬 주교를 보내줄 것을 요청했다. 아일랜드에서 처음 파견된 주교는 너무 엄하여 전도가 성공적이지 못했고, 후임 주교로 부임한 이단은 그보다 섬세하게 접근했다. 오수알데는 이단 주교에게 린디스판을 주어 주교좌로 삼도록 했다. 이단은 노섬브리아에 기독교 신앙을 확산시키는 데 큰 성공을 거두었다. 베다는 이단이 앵글어를 몰랐기에, 설교할 때면 망명시절 아일랜드에서 지내서 게일어를 알던 오수알데가 직접 통역을 맡았다고 기록했다.
오수알데가 머시아의 이교도들과 싸우다 전사했기에 그는 어떤 의미에서 순교자라고도 할 수 있다. 하지만 베다는 오수알데가 순교의 행적을 제외하고 그저 왕으로서 성왕의 반열에 들었음을 분명히 강조한다. 베다는 오수알데가 성인의 자격을 얻는 데 있어 순교가 중요한 것이라고 해석하지 않았으며, 애초에 오수알데를 가리키면서 "순교자"라는 말을 단 한 번도 사용하지 않았다. 베다가 묘사하는 오수알데는 당대에 드물게도 성인과 같은 삶을 살며 성인과 같이 통치한 왕이며, 이는 종교에 충실하기 위해 왕위를 내려놓은 왕들이나 죽음의 상황 때문에 축성된 왕들과는 격이 다른 것이다. 베다는 오수알데가 가난한 자, 낯선 자에게 얼마나 관대했는지에 대해서도 기록했다. 한 일화로, 어느 부활절 때 오수알데가 이단 주교와 함께 저녁식사를 하는데, “미식으로 가득한 은접시가 왕 앞에 놓였”다. 오수알데가 “가난을 덜어줄 임무를 준” 신하가 와서 거리에 가난한 군중들이 가득하여 임금의 자비를 구걸하고 있음을 알렸다. 오수알데는 그 자리에서 자기 식사를 빈자들에게 나누어주고, 남은 은접시도 깨뜨려서 나눠주었다. 이 모습을 본 이단은 감동하여 오수알데의 오른손을 잡고 “이 손이 죽는 일이 없을지어다”라고 말했다. 베다에 따르면 이단의 말대로 오수알데의 오른손과 오른팔은 그가 죽고 나서도 불후하였다고 주장했다.

## 죽음
오수알데의 몰락은 펜다 왕의 이교도 국가 머시아와의 분쟁으로 인한 것이었다. 그는 오스웨트리에서 벌어진(다른 후보지들도 있다) 메이서필드 전투에서 머시아인들에게 살해되었다. 642년의 일이었다. 베다는 죽음에 직면한 오수알데가 자기 병사들의 영혼을 위해 기도하며 죽었다고 기록했다. 오수알데의 시신은 갈기갈기 찢어졌고, 머리통과 팔다리가 꼬챙이에 꽂아 효수되었다.
전통적으로 메이서필드 전투의 전장은 오스웨트리로 비정된다. 오스웨트리는 당시에 포이스의 영토였을 것이다. 이는 펜다 측에 브리튼인 동맹군이 붙었을 가능성을 시사하며, 웨일스 시문학 작품들에서도 포이스 사내들이 전투에 참여했음을 시사하는 부분이 있다. 오스웨트리가 전장이 맞다면, 전장이 적의 영토이므로 오수알데가 공세 입장에 있었을 것이다. 공격전은 옳은 전쟁으로 여겨질 수 없기 때문에, 이것은 베다가 오수알데를 성인군자로 묘사하는 것과 모순된다. 어쩌면 그래서 베다가 전쟁의 이유에 관해서 침묵한 것일지도 모른다. 베다는 오수알데가 “조국을 위해 싸우다” 죽었다라고만 기록했다. 베다는 오수알데가 앵글인의 패권을 잡기 위해 헤븐필드와 메이서필드 사이에 수행했을 다른 공세전쟁들에 대해서도 언급하지 않는다. 『브리튼인의 역사』와 『캄브리아 편년사』에 따르면 펜다의 형제 에오와가 이 전투에서 죽었는데, 어쩌면 오수알데는 에오와의 편을 들어 전쟁에 참여한 것일 수 있다. 다만 이 두 문헌에서는 에오와의 전사만 언급될 뿐 그가 어느 편에 서서 싸웠는지는 언급이 없다. 에오와가 오수알데의 종속왕으로서 그의 편에 서 자기 형제 펜다와 싸웠을 수도 있지만 일단은 추측의 영역이다.

## 사후의 유산

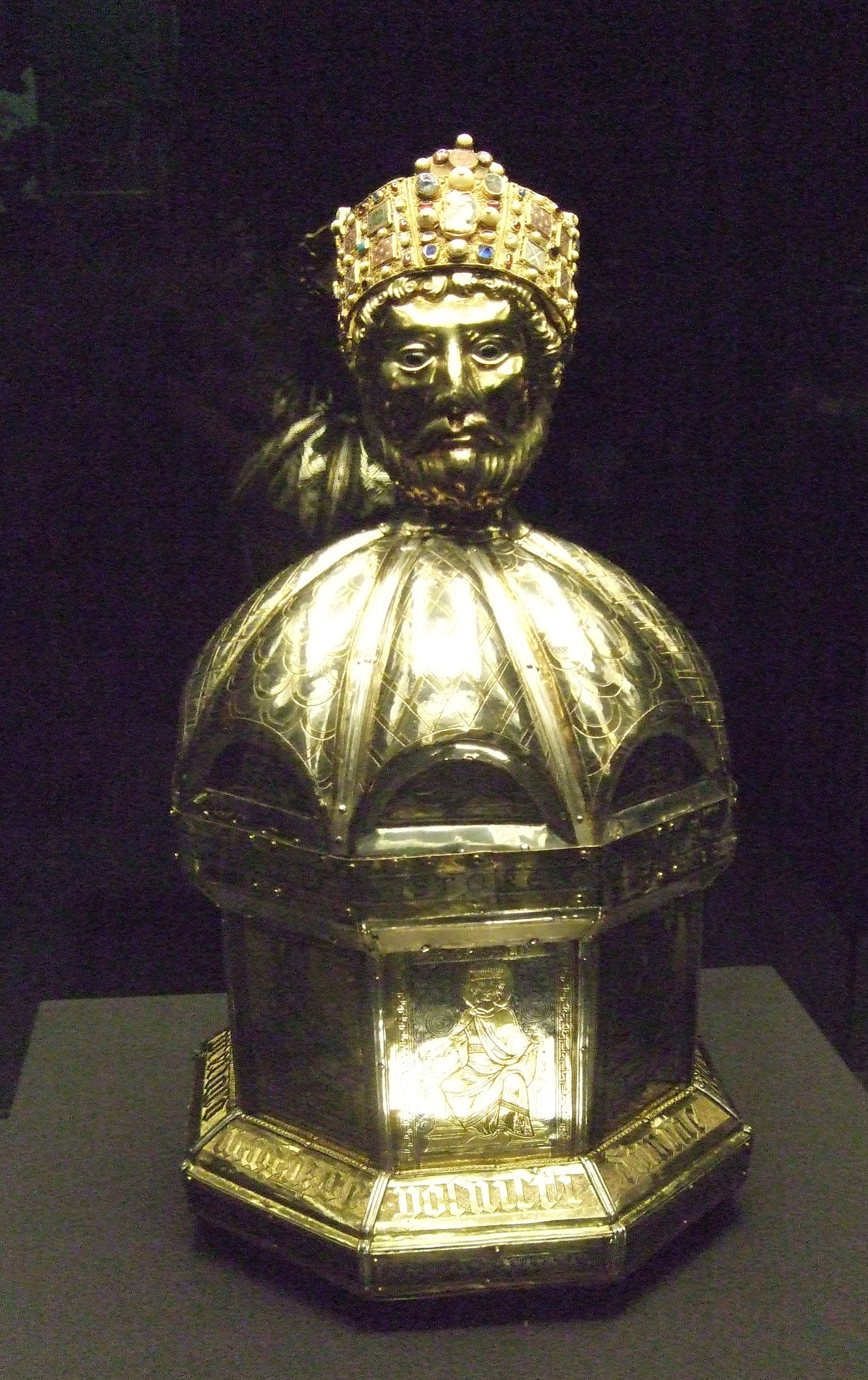
힐데스하임의 오수알데 성왕 성해함(12세기 제작).

오수알데는 죽은 직후부터 성인으로 여겨졌다. 베다는 오수알데가 죽은 곳에서 기적들이 일어나서 백성들이 그 곳의 흙을 퍼 가 장정의 키만큼 깊은 구덩이가 생겼다고 말한다. 레지널드 더럼은 오수알데와 관련된 한가지 기적을 기록했는데, 새(아마 도래까마귀) 한 마리가 오수알데의 오른팔을 물고 물푸레나무에 내려앉았더니 그 나무는 늙지 않고 활력이 넘쳤다. 새가 팔을 땅바닥에 떨어뜨리자 땅에서 샘이 솟았다. 이 나무와 샘은 치유의 능력이 있었다고 한다. 이런 전설들은 비기독교 토착종교의 요소를 함축하고 있거나 그 영향을 받은 것이 명백히 보인다. 이는 전통적인 게르만족 전사왕이면서 동시에 기독교인이라는 오수알데의 위치로 인해 발생한 융합일 것이다. 지명 오스웨스트리(Oswestry)는 "오스월드의 나무(Oswald's Tree)"라는 뜻이며, 그래서 오수알데가 전사한 곳이자 그 전사를 둘러싼 전설들의 배경이 여기로 비정된다. 오수알데의 축일은 8월 5일이다. 브리타니아 뿐 아니라 대륙에서도 오수알데 숭배가 어느 정도 흥했다.
베다는 오수알데를 계승해 베오르니체 국왕이 된 아우 오스위그가 오수알데가 죽고 그해 안에 조각난 시신들을 회수했다고 기록했다. 베다는 오수알데의 또다른 기적담을 기록했는데, 오수알데가 정복지에서 어떻게 받아들여졌는지 상당히 시사하는 내용이다. 시신을 회수하고 몇 년 뒤 오수알데의 질녀 오스스뤼스가 유골을 추려서 린데세게의 바드니 수도원으로 가져갔다. 바드니의 수도사들은 처음에는 그 유골을 안치하기를 거부했다. 그들이 “비록 왕이 신성한 사람임을 알고 있었으나” 거부한 이유는 “그는 외방 출신이며 외세의 왕으로서 그들을 지배했”고, 그래서 “그들은 왕이 죽은 뒤에도 그에게 고대의 혐오감을 품었다.” 그날 밤 오수알데의 유골을 실은 짐마차에 빛의 기둥이 드리우는 경외스러운 기적이 발생한 뒤에야 수도사들은 오수알데의 유골을 받아들였다. “아침이 되자 그 전날 유골을 거부했던 교우들은 하나님의 사랑을 받는 그 성유물을 자신들 가운데 안치할 것을 열렬히 기도했다.”
10세기 초가 되면 바드니는 바이킹의 땅이 되었다. 909년, 앨프리드 대왕의 딸 애셀프래드 여왕이 이끄는 서색슨인과 머시아인의 연합군의 공격을 받은 뒤, 오수알데의 성유물은 글로체스터의 새 수도원으로 옮겨졌으며, 그 수도원은 오수알데의 이름을 붙여 세인트오스월드 소수도원으로 개칭했다. 애셀프래드와 그 남편 애셀레드가 죽고 이 수도원에 안장되었으며, 그들의 조카이며 잉글랜드를 통일한 애설스탠은 오수알데 숭배의 주요 후원자였다.

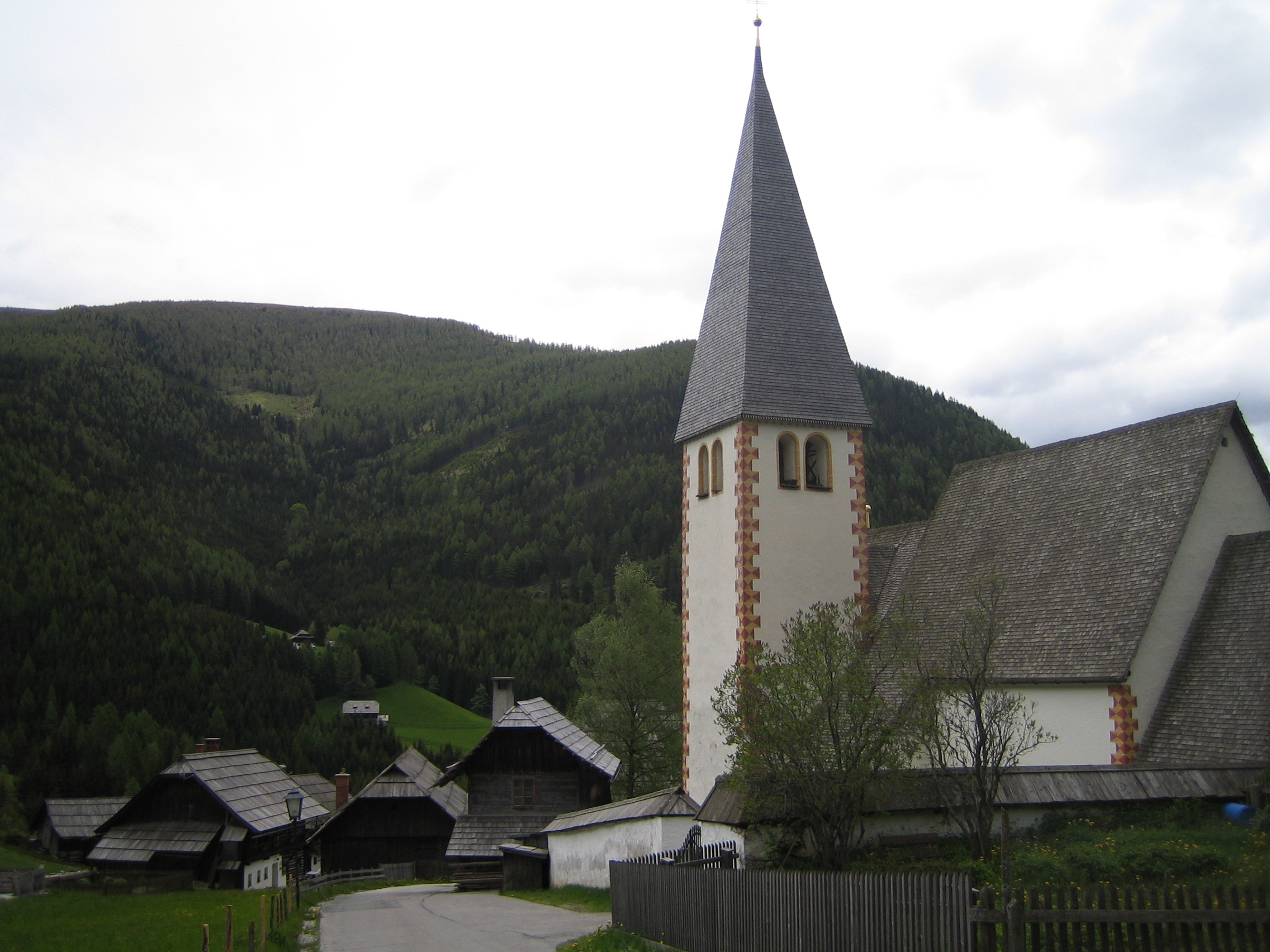
오스트리아 케른텐 바트클라인키르히하임의 장크트오스발트 교회. 오수알데 성왕의 이름이 붙은 수많은 장소들 중 하나다.

오수알데의 머리는 또다른 성인 쿠스베르투스의 유해와 함께 더럼 대성당에 안장되었다. 다만 쿠스베르투스는 오수알데가 죽고 40여년 뒤에야 린디스판 주교로 부임했기에 두 사람 간에 관계는 없다. 하지만 유럽 대륙에는 오수알데의 해골이라고 주장되는 해골이 최소 네 개 이상 더 있다. 팔 한 짝은 흘러흘러 중세 후기에 피터버러 대성당에 안장되었다고 한다. 그 과정에서 피터버러의 수도사들이 밤버러에 보관되고 있던 오스왈드의 불후한 오른팔을 야음을 틈타 훔쳐냈다는 이야기가 전한다. 피터버러로 돌아간 그들은 이 팔을 위한 예배당을 새로 지었다. 이 예배당은 현재도 대성당의 남쪽 날개에서 보인다. 예배당을 지으면서 피터버러의 수도사들은 자기들이 그랬듯이 다른 누가 팔을 훔쳐갈까봐 예배당에 사람 한 명만 내부 계단으로 들어갈 수 있을 좁은 탑을 지어 거기에 오수알데의 팔을 넣고 1년 365일 하루 24시간을 지켰다. 탑을 너무 좁게 지어서 앉을 자리가 확보되지 않았을 뿐더러 앉으면 졸게 된다는 이유로 팔을 지키는 담당 수도사는 서 있어야 했다.
성인의 반열에 오른 오수알데(현대 영어로 오스월드)의 이름은 여러 교회들에 붙었다. 대표적으로 오수알데가 헤븐필드 전투 전날 밤 나무 십자가를 박은 자리에 지어졌다는 세인트오스월드스 교회가 있다. 이 교회는 1717년 재건되어 현재도 B6318 밀리터리 로드 도로변에서 보인다. 윌리엄 워즈워스가 안장된 묘지가 있는 로세이강변의 마을 세인트오스월드스그래스미어는 오수알데가 설교를 했던 곳들 중 하나라 전한다. 글로체스터셔 콤튼압데일의 세인트오스월드스 교회는 909년 애셀플래드가 세인트오스월드스 소수도원을 지은 뒤 오수알데에게 봉헌된 교회이며, 피터버러시 도심으로부터 북쪽에 위치해 있다.
그 밖에 잉글랜드의 몇몇 지명들이 오수알데와 관련이 있음을 주장한다. 예컨대 랭커셔의 오스월드트위스틀은 "오스월드의 시냇물"이라는 뜻인데, 이 오스월드가 성왕 오수알데라고 주장된다. 다만 그보다는 그 땅의 지주의 이름을 따서 붙여졌을 가능성이 더 크다. 컴브리아의 커코스월드도 오수알데가 죽은 뒤 그 시체가 옮겨진 곳이라고 믿어져서 붙은 이름이라 한다. 이 동네의 교회도 오수알데에게 봉헌되어 있다. 스코틀랜드의 또다른 커코스월드 역시 오수알데 성왕을 기념한다.

## 참고 자료
- Adomnán, Life of Saint Columba translated and edited Richard Sharpe. ISBN 0-14-044462-9
- Bede (731). Historia ecclesiastica gentis Anglorum. (as Leo Sherley-Price (trans.) (2008).  Farmer, D. H.; Latham, Ronald E., 편집. The Ecclesiastical History of the English People. Penguin Classics. Penguin. ISBN 978-0-14-044565-7.)
- Bailey, Richard N., "St Oswald's Heads", in C. Stancliffe and E. Cambridge (eds), Oswald: Northumbrian King to European Saint (1995, 1996). ISBN 1-871615-51-8
- Brooks, Nicholas, "The formation of the Mercian kingdom", in S. Bassett (ed.), The Origins of Anglo-Saxon Kingdoms (1989).
- Craig, D. J. (2004). “Oswald (St Oswald) (603/4–642), king of Northumbria” ((subscription 또는 UK 공공도서관 회원 필수)). Oxford Dictionary of National Biography. Oxford University Press. doi:10.1093/ref:odnb/20916. 2012년 7월 20일에 확인함.
- Karkov, Catherine E. (2004). The Ruler Portraits of Anglo-Saxon England. The Boydell Press. ISBN 1-84383-059-0.
- Kirby, D.P., The Earliest English Kings (1991, 2000). ISBN 0-04-445692-1
- Pelteret, David A.E. "Oswald: d. 642," Reader's Guide to British History (London: Routledge, 2003) online in Credo Reference. Historiography
- Remfry, P.M., Annales Cambriae. A Translation of Harleian 3859; PRO E.164/1; Cottonian Domitian, A 1; Exeter Cathedral Library MS. 3514 and MS Exchequer DB Neath, PRO E (ISBN 1-899376-81-X)
- Rollason, David, "St Oswald in Post-Conquest England", in C. Stancliffe and E. Cambridge (eds), Oswald: Northumbrian King to European Saint (1995, 1996).
- Stancliffe, Clare, "Oswald, 'Most Holy and Most Victorious King of the Northumbrians'", in C. Stancliffe and E. Cambridge (eds), Oswald: Northumbrian King to European Saint (1995, 1996).
- Stancliffe, Clare, "Where Was Oswald Killed?", in C. Stancliffe and E. Cambridge (eds), Oswald: Northumbrian King to European Saint (1995). ISBN 1-871615-51-8
- Tudor, Victoria, "Reginald's Life of St Oswald", in C. Stancliffe and E. Cambridge (eds), Oswald: Northumbrian King to European Saint (1995, 1996). ISBN 1-871615-51-8
- Ziegler, Michelle, "The Politics of Exile in Early Northumbria", The Heroic Age, Issue 2, Autumn/Winter 1999.